# 空心杯馬達

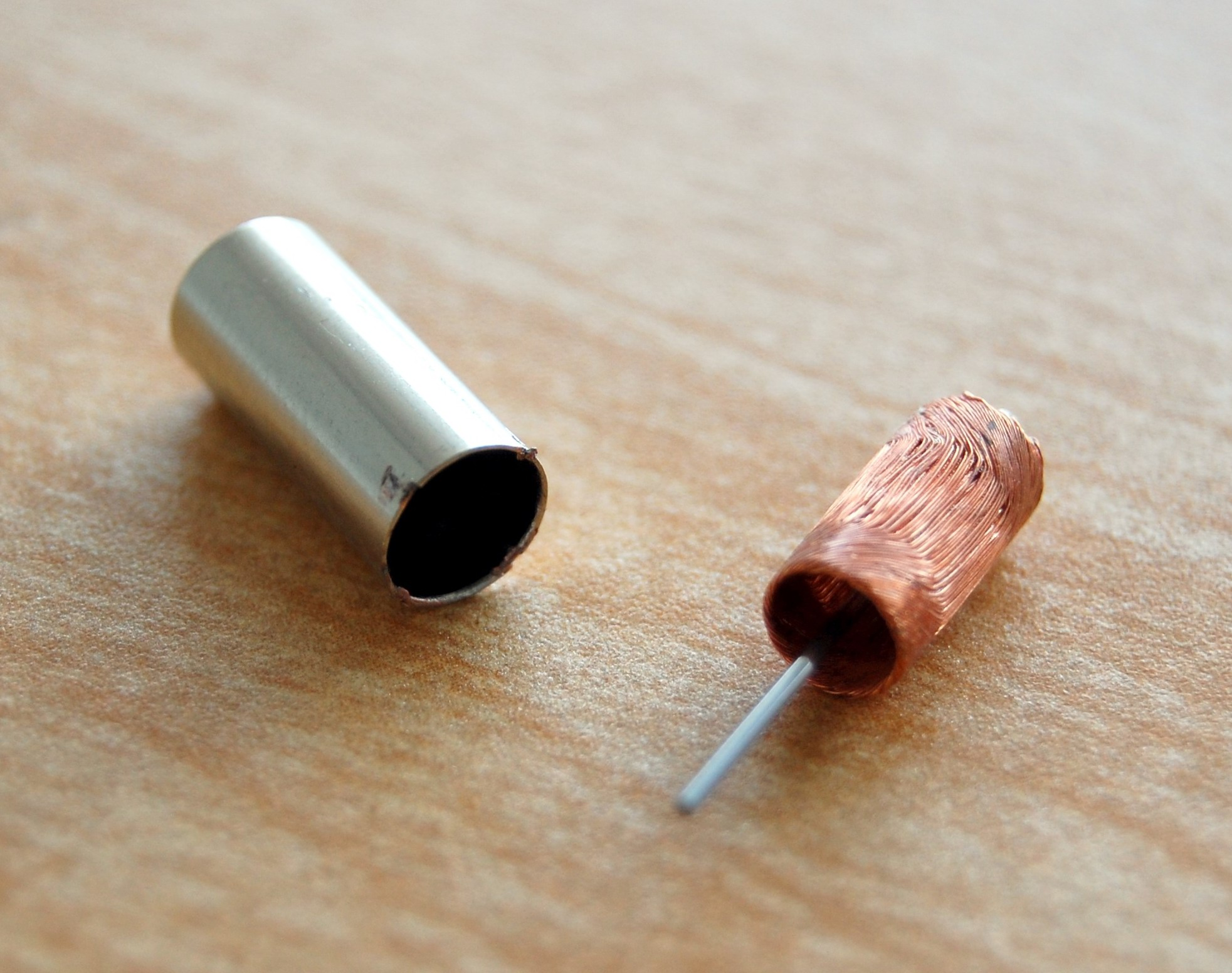
空心杯馬達的外殼和繞組

空心杯馬達（coreless motor）是一種無鐵芯的外轉子永久磁鐵電動機，是將永久磁鐵置入杯狀的電樞中，其繞組只用合成樹脂成形。空心杯馬達沒有鐵磁性材料，理論上沒有鐵損，不過也很難產生大的轉矩。雖然隨著釹磁鐵技術的進步，已開發許多不同種類的空心杯馬達，但目前實務上使用的不多。

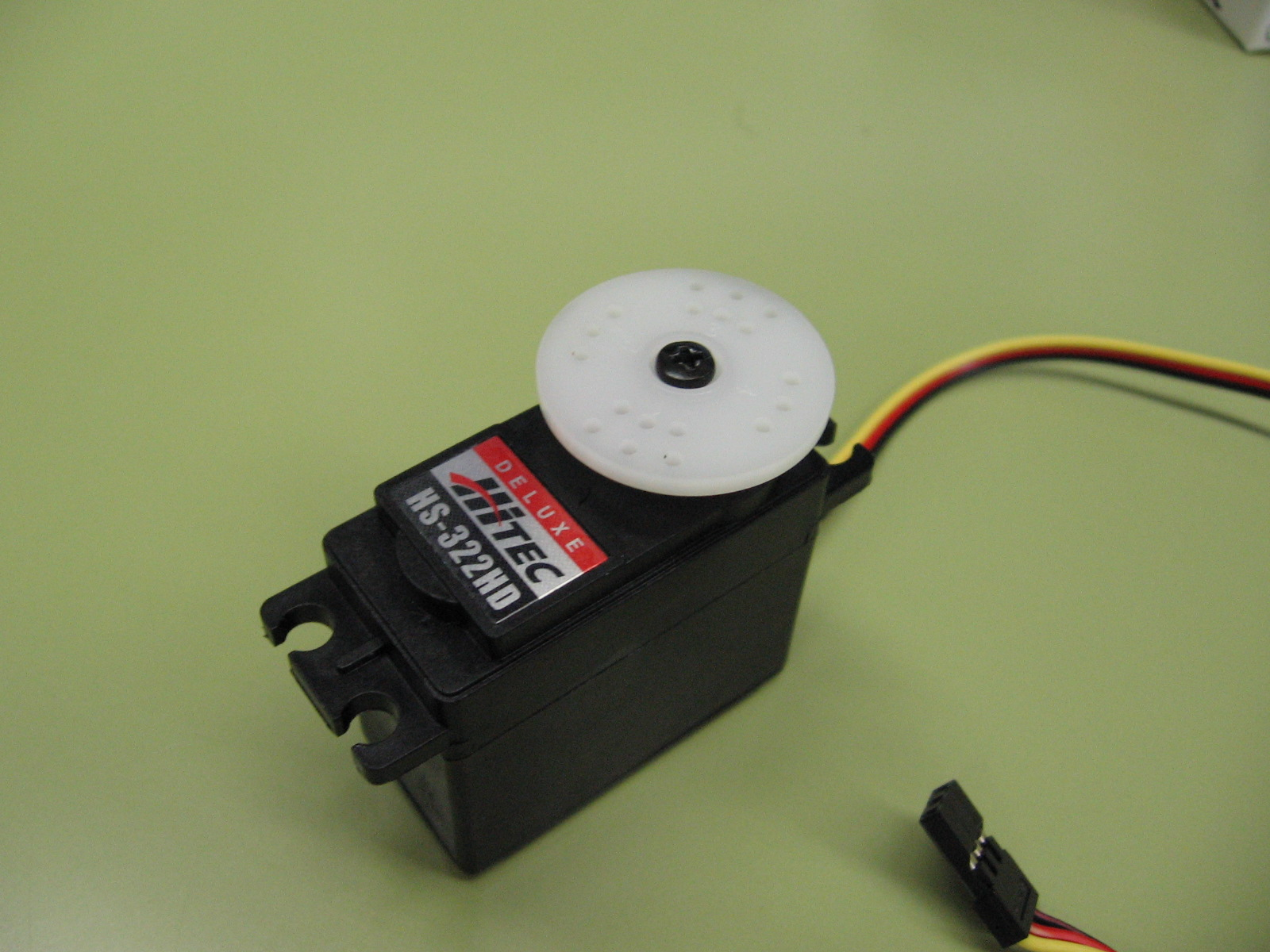
小型模型上用的伺服馬達

## 特點
- 轉子質量很小，機械時間常數很短（慣性質量小，適合急加減速）
- 繞線的電感小，換相的火花也比較小。
- 沒有磁卡力矩
- 馬達可以達到高效率。

## 用途
- X-Y平台（日语：X-Yプロッタ）驅勳使用（近來已被步進馬達取代)）
- 行動電話的振動馬達
- 磁帶錄音機的驅動馬達
- 高級鐵道模型的傳動馬達
- 遙控模型、机器人的馬達

## 電動車使用
目前已有開發電動車使用的大型空心杯馬達，像是在澳洲联邦科学与工业研究组织在世界太陽能車挑戰賽中，用在太陽能車上的空心杯馬達，其中用利兹线當線圈，使用Halbach陣列的強力釹磁鐵，因此可以產生很大的動力輸出。